# アンデルソン・ミゲル・ダ・シウバ
ネネ（Nenê）ことアンデルソン・ミゲウ・ダ・シウヴァ（Ânderson Miguel da Silva、1983年7月28日 - ）は、ブラジル・サンパウロ出身のサッカー選手。AVSフトゥボルSAD所属。ポジションはFW。

## 経歴
デビューしてからしばらくはブラジルの小クラブでプレーし、2006年にブラジル・セリエCのサンタクルスFCで9得点したことから2007年にクルゼイロECに移籍した。ブラジルではそれなりの活躍であったが、ポルトガルのCDナシオナルのマヌエル・マシャード監督が獲得を希望し、2008年夏にポルトガルに渡った。2008-09シーズン第3節のヴィトーリアSC戦でスーペル・リーガ初得点をあげると、その試合から6試合連続得点を記録した。その後も得点を量産し、終盤戦までに1試合2得点を5度記録した。リーグの3強相手には3得点した。最終的には28試合20得点で、リエジソンやオスカル・カルドソを抑えて得点王を獲得した。チーム総得点の4割以上をひとりで記録し、3シーズンぶりのUEFAカップ出場権をもたらした。
カリアリ
2009年夏、移籍したロベルト・アクアフレスカの代役を探していたイタリアのカリアリに移籍した。移籍金450万ユーロ。8月16日、コッパ・イタリア3回戦のUSトリエスティーナ戦で61分にアレッサンドロ・マトリに代わって途中出場し、デビューを飾った。リーグ戦デビューは8月30日のACシエーナ戦で、ホアキン・ラリベイに代わって途中出場した。開幕からしばらくは途中出場で流れを変える役割を求められ、9月23日のASバーリ戦ではピッチに入ってから3分後に決勝点となるセリエA初得点を決めた。2試合目の先発出場となった11月1日のアタランタBC戦では2得点を決め、11月後半には強豪2連戦（ユヴェントスFC戦、ACミラン戦）で2試合連続得点を決めた。この頃から先発出場が増え、チーム2位タイとなる8得点でシーズンを終えた。
エラス・ヴェローナ
2014年7月、エラス・ヴェローナFCに移籍することが発表された。半年間で得点を挙げることは出来ず、2015年1月28日にセリエBのスペツィア・カルチョへ期限付き移籍することが決定した。
スペツィア・カルチョ
2015年7月23日にスペツィア・カルチョに完全移籍した。
FCバーリ1908
2017年7月13日、FCバーリ1908に移籍した。

## タイトル
CDナシオナル
- スーペル・リーガ得点王 : 2008-09 (20得点)